# William Brown Library and Museum

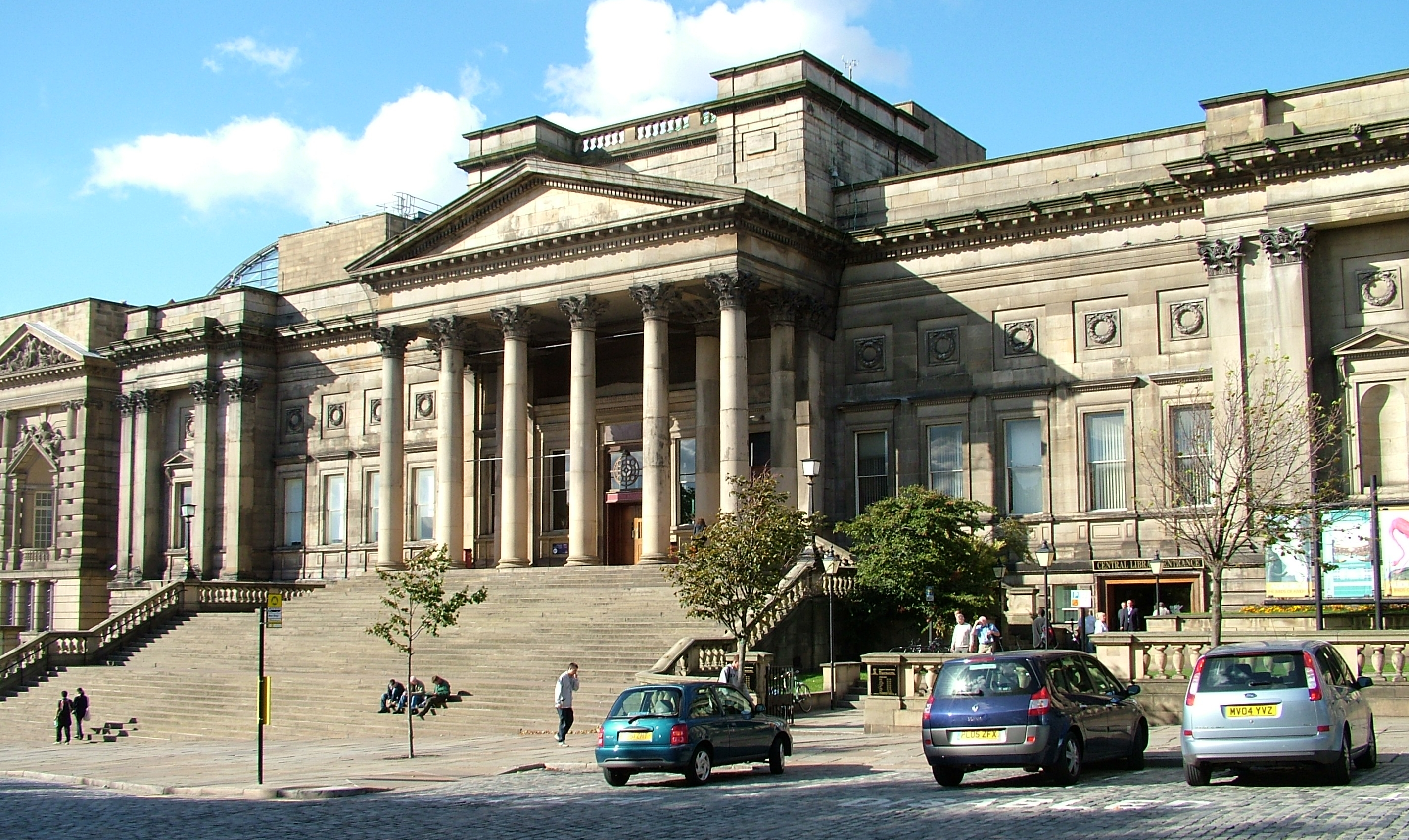
Haupteingang des Gebäudes und auf der rechten Seite der Erdgeschosseingang zur Liverpool Central Library

Das William Brown Library and Museum ist Teil eines repräsentativen Gebäudeensembles in der William Brown Street in Liverpool. Es steht auf der Statutory List of Buildings of Special Architectural or Historic Interest und wird als besonders bedeutendes Bauwerk von allgemeinem Interesse eingestuft. Derzeit beherbergt es Teile des World Museum Liverpool und der Liverpool Central Library.

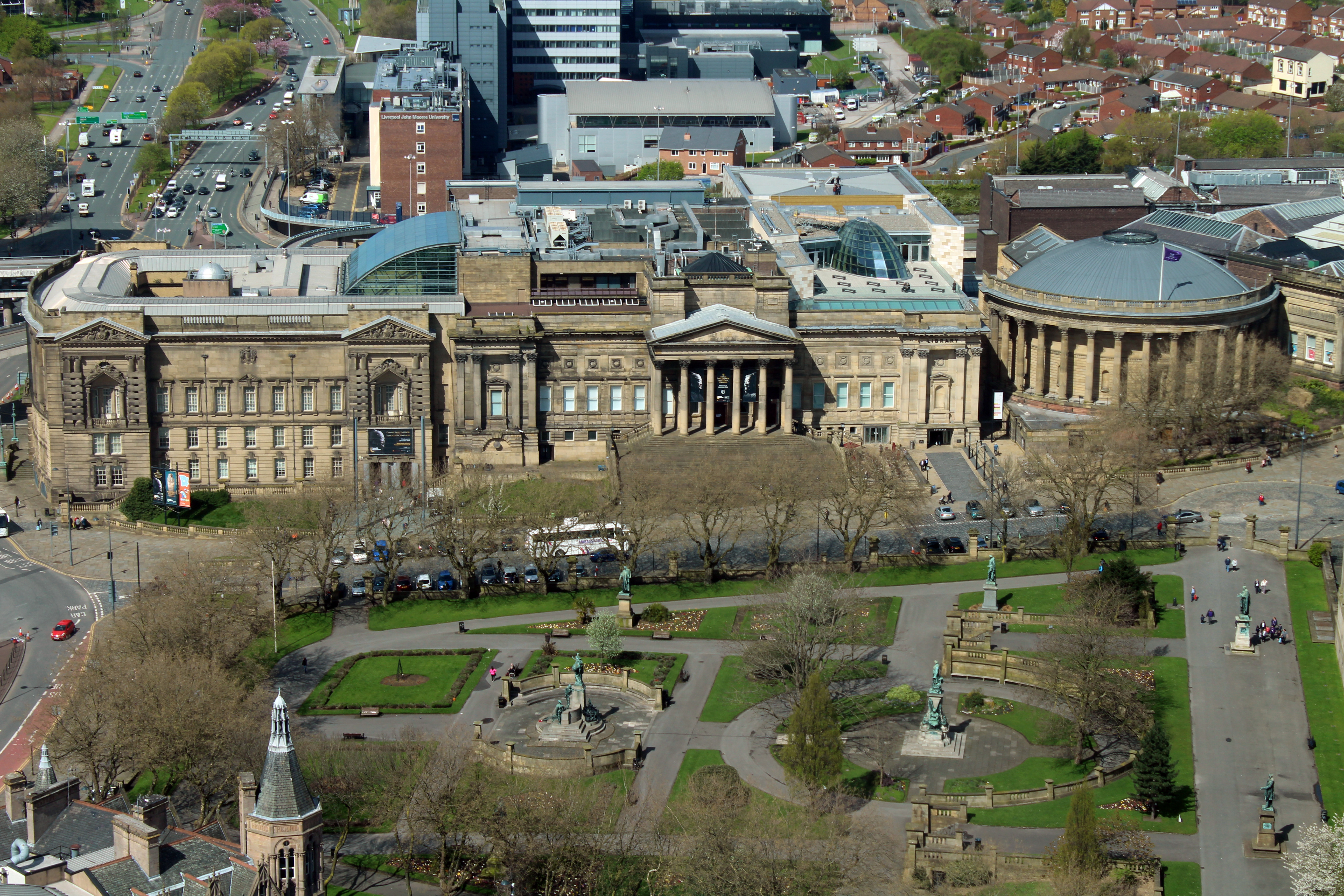
Das Gebäudeensemble, von links: Technical College, World Museum Liverpool, Central Library, Picton Lesesaal

Das Gebäude des William Brown Library and Museum wurde konzipiert als Nachfolger für das Derby Museum, wo die naturgeschichtliche Sammlung des Earl of Derby, die ursprüngliche Kernsammlung des Hauses, untergebracht war. Die Sammlung teilte sich diese zwei Räume mit einer Bibliothek in der Duke Street. Das Grundstück für den Neubau, das damals Shaw’s Brow genannt wurde, sowie ein Großteil der Finanzierung wurden von dem örtlichen Abgeordneten und Kaufmann Sir William Brown, 1st Baronet of Astrop, zur Verfügung gestellt. Die Straße wurde dann zu seinen Ehren Straße umbenannt.
Nach dem Vorbild der 1854 auf der gegenüberliegenden Straßenseite fertiggestellten St. George’s Hall wurde das Gebäude von Thomas Allom (1804–1872) im Stil des Spätklassizismus mit einem repräsentativen Portikus aus korinthischen Säulen entworfen und vom Architekten John Weightman der Liverpool Corporation umgebaut. 1860 wurde das Haus in Anwesenheit von 400.000 Besuchern eröffnet.

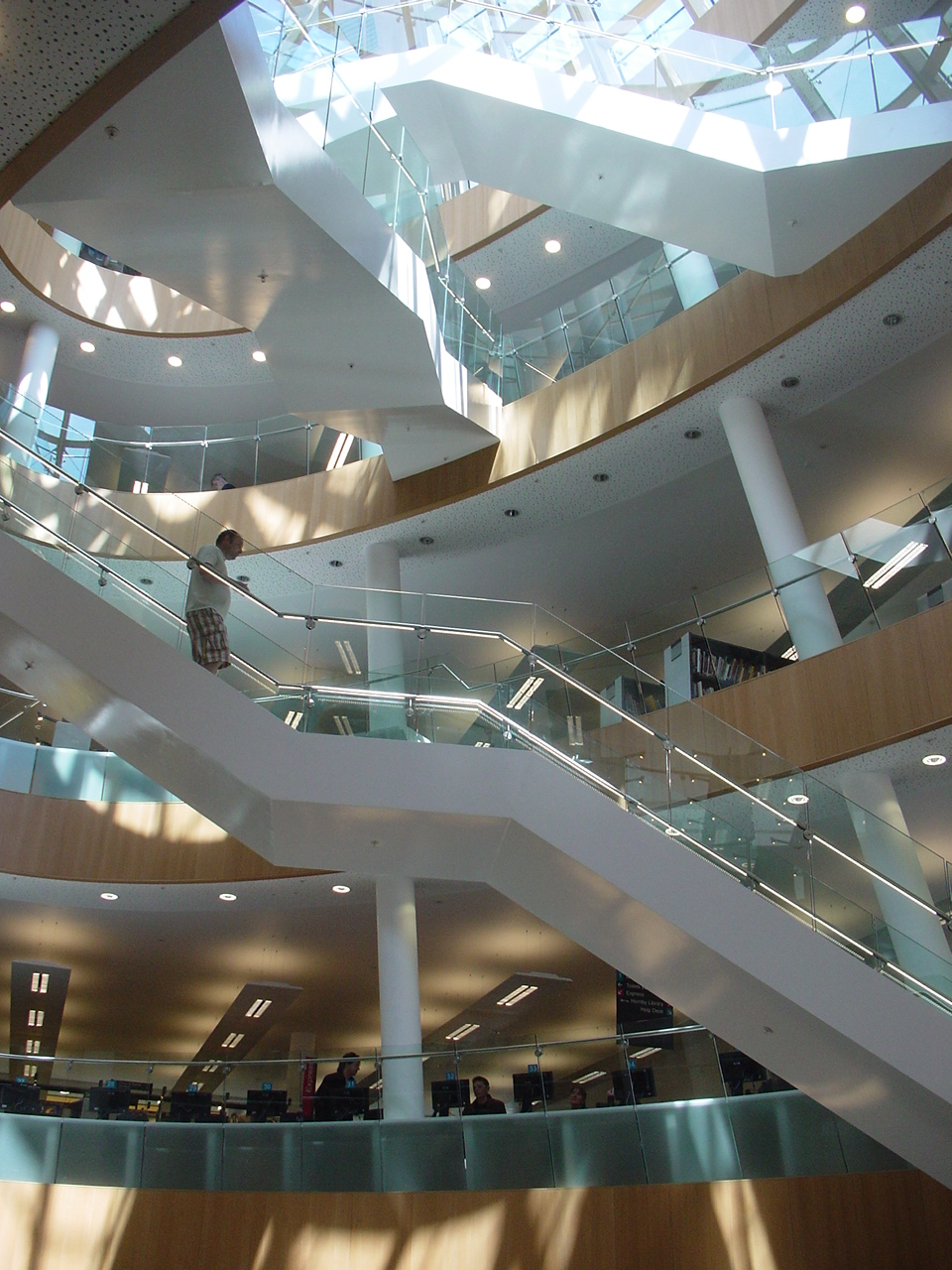
Innenraum der William Brown Library

Während der Angriffe der deutschen Luftwaffe 1941 auf Liverpool im Zweiten Weltkrieg wurde das Gebäude bis auf die Fassade schwer beschädigt bzw. durch einen Brand weitgehend zerstört. Die Sammlung war vorher in Sicherheit gebracht worden. Die Bibliothek wurde anschließend wieder aufgebaut, wurde aber wegen ihrer mangelhaften Infrastruktur und wegen Baufälligkeit als modernes Bibliotheks- und Informationszentrum im Laufe der Zeit immer weniger tauglich.  
2008 wurde der Plan vorgestellt, die William Brown Library und den Picton Lesesaal von Grund auf zu renovieren und den Erfordernissen einer modernen Bibliothek anzupassen.
Baubeginn war 2010, 2013 waren die Arbeiten abgeschlossen, die Baukosten betrugen 55 Millionen £.
Die historische, selbsttragende Fassade der Bibliothek blieb bei dem Umbau erhalten, während sich hinter der Fassade ein Neubaukomplex mit Atrium, einem sechsstöckigen-Bibliotheksbau, Verwaltungsräumen, Café, Shop etc. und einer Dachterrasse befindet. Entwurf, Planung und Umbau führte das Architekturbüro Austin-Smith:Lord, Liverpool durch.